# Televisió educativa
La televisió educativa és un tipus de visions dins de la programació general televisiva, que pel seu contingut presenta possibilitats d'aplicació educativa i cultural, en les diferents modalitats de producció dels materials.
Contempla continguts d'interès formatiu i/o educatiu (temes de salut, trànsit, economia, biologia, idiomes...) però que per algun motiu no formen part del currículum escolar, i que interessen la totalitat de la població. La televisió educativa tracta d'incidir sobre la formació dels receptors, modificant-ne els coneixements, conductes i actituds, influint educativament sobre ells. La definició dels objectius no sorgeix de plantejaments estrictament pedagògics, però açò no significa que no siguen assumibles per l'ortodòxia educativa. Els criteris més generalitzats del que ha de ser una televisió educativa són:
- Predomini del disseny didàctic sobre la televisió
- Seqüenciació flexible
- L'existència de materials i mitjans complementaris que permeten a l'alumne un seguiment de l'emissió
- Difusió prèvia de la temàtica i contingut a emetre
- Que es dirigeixi a un públic concret i predefinit